# Aéroport international de Gimpo
L'aéroport international de Gimpo (en coréen : 김포공항 (forme courte) — 김포국제공항) (code IATA : GMP • code OACI : RKSS) est le second aéroport de Séoul, depuis l'ouverture de l'aéroport international d'Incheon en 2001. En 2014, 21 566 946 passagers l'ont utilisé, ce qui fait le 3e aéroport de Corée du Sud, derrière Incheon et l'aéroport international de Jeju.
Situé au no 274, Gwahae-dong, Gangseo-gu, Séoul.

## Histoire
L'histoire de cet aéroport commence lorsque l'armée impériale japonaise construit une piste d'atterrissage à Banghwa-ri, Yangseo-myon, Gimpo-gun, Gyonggi-do en 1939. Depuis cette piste a été utilisée par l'USAF durant la guerre de Corée et des vols commerciaux ont été autorisés à s'y poser. À partir de 1954, le gouvernement coréen est autorisé à l'utiliser partiellement. Rebaptisé Gimpo International Airport en 1957, par décret présidentiel, jusqu'à devenir en 1971 un aéroport de dimension et de structure vraiment internationale.
En 1986, un attentat organisé par la Corée du Nord fait 5 morts et entre 30 et 36 blessés.

## Accès et situation
| \| 50 km1:8 448 000 \| Cheongju Daegu Busan · Gimhae Séoul · Gimpo Gunsan Gwangju Séoul · Incheon Jeju Muan Pohang Sachéon Ulsan Wonju Yangyang Yeosu |
| 50 km1:8 448 000 |

L'aéroport est desservi par la ligne 5, la ligne 9 et la ligne Gimpo Gold du métro de Séoul.
La ligne de banlieue AREX permet de rejoindre en 30 minutes environ l'aéroport d'international d'Incheon et la gare de Séoul en une vingtaine de minutes.
- Liste des aéroports de Corée du Sud

## Statistiques
Pour des raisons techniques, il est temporairement impossible d'afficher le graphique qui aurait dû être présenté ici.

Voir la requête brute et les sources sur Wikidata.

## Compagnies aériennes et destinations
| Compagnies              | Destinations                                                                                      |
| ----------------------- | ------------------------------------------------------------------------------------------------- |
| Air Busan               | Pusan-Gimhae, Jeju, Ulsan                                                                         |
| Air China               | Pékin-Capitale                                                                                    |
| Air Seoul               | Pusan-Gimhae, Jeju                                                                                |
| All Nippon Airways      | Tokyo-Haneda                                                                                      |
| Asiana Airlines         | Pékin-Capitale, Pusan-Gimhae, Gwangju, Jeju, Osaka-Kansai, Shanghai-Hongqiao, Tokyo-Haneda, Yeosu |
| China Airlines          | Taïpei-Songshan                                                                                   |
| China Eastern Airlines  | Shanghai-Hongqiao                                                                                 |
| China Southern Airlines | Pékin-Daxing                                                                                      |
| Eastar Jet              | Pusan-Gimhae, Jeju, Taïpei-Songshan                                                               |
| EVA Air                 | Taïpei-Songshan                                                                                   |
| Fly Gangwon             | Yangyang                                                                                          |
| Hi Air                  | Jeju, Muan, Sachéon, Ulsan                                                                        |
| Japan Airlines          | Tokyo-Haneda                                                                                      |
| Jeju Air                | Pusan-Gimhae, Gwangju Jeju, Osaka-Kansai, Yeosu,                                                  |
| Jin Air                 | Pusan-Gimhae, Gwangju, Jeju, Pohang, Sachéon, Ulsan Yeosu,                                        |
| Korean Air              | Pékin-Capitale, Pusan-Gimhae, Jeju, Osaka-Kansai, Shanghai-Hongqiao, Tokyo-Haneda, Ulsan          |
| Shanghai Airlines       | Shanghai-Hongqiao                                                                                 |
| T'way Air               | Pusan-Gimhae, Jeju, Taïpei-Songshan                                                               |

Édité le 28/05/2022